# Don Henley
Donald Hugh Henley (Linden, 22 luglio 1947) è un cantante e polistrumentista statunitense, noto principalmente per essere il batterista e cantante degli Eagles, nonché principale paroliere e (dopo Glenn Frey) compositore dei brani del gruppo.

## Biografia
Dopo una breve esperienza in una band chiamata Shiloh, Don Henley si trovò a suonare nel gruppo di supporto di Linda Ronstadt assieme a Glenn Frey. Due mesi dopo i due musicisti decisero di fondare gli Eagles. Nel 1972 pubblicarono il loro primo album discografico Eagles.
Henley, assieme a Frey, ha scritto molte canzoni degli Eagles, tra cui le celebri Hotel California e Desperado, oltre a Tequila Sunrise e New Kid in Town. Per le sue composizioni è stato inserito nella Songwriters Hall of Fame, la hall of fame degli autori di canzoni.
Dopo lo scioglimento degli Eagles nel 1980, avviò una carriera solista pubblicando tre album nel corso degli anni ottanta, I Can't Stand Still (contenente Dirty Laundry), Building the Perfect Beast (contenente la sua hit più famosa, The Boys of Summer) e The End of the Innocence (contenente The Heart of The Matter), prodotti con Danny Kortchmar.
Nel 1994 gli Eagles tornarono a suonare insieme e, parallelamente all'attività con gli Eagles, Henley ha continuato a lavorare a progetti personali (memorabile la versione dal vivo di Come Rain or Come Shine, inserita nella colonna sonora del film del 1995 Via da Las Vegas, con Nicolas Cage), pubblicando due album da solista negli anni 2000. Da citare, fra le canzoni più intime di Inside Job (2000), la lullaby Annabelle, dedicata alla figlia, e la ballad For My Wedding, in cui parla del giorno del suo matrimonio in modo assai originale e romantico.
Nel 2015, a distanza di 15 anni dal suo ultimo album, pubblica Cass County, che contiene dei duetti con alcuni artisti internazionali della musica country.
In seguito alla morte di Glenn Frey, 2 mesi dopo, il 10 marzo 2016, Don Henley comunica in un'intervista radio lo scioglimento ufficiale della storica band californiana Eagles, annullando così tutte le date in programma per il 2016. Ciò nonostante il gruppo si riunisce nel 2017 per una serie di concerti con l'ingresso di Deacon Frey (figlio di Glenn Frey) insieme ad un altro ospite, Vince Gill.

## Discografia con gli Eagles

### Album in studio
- 1972 - Eagles
- 1973 - Desperado
- 1974 - On the Border
- 1975 - One of These Nights
- 1976 - Hotel California
- 1979 - The Long Run
- 2007 - Long Road Out of Eden

### Live
- 1980 - Eagles Live
- 1994 - Hell Freezes Over
- 2009 - New Zealand Concert
- 2020 - Live from the Forum MMXVIII

### Raccolte
- 1976 - Their Greatest Hits (1971-1975)
- 1982 - Eagles Greatest Hits, Vol.2
- 1994 - The Very Best of the Eagles
- 2000 - Selected Works: 1972-1999
- 2003 - The Very Best Of

### Box Set
- 2005 - Eagles
- 2013 - The Studio Albums 1972-1979
- 2018 - Legacy

### Video
- 1994 - Hell Freezes Over
- 2005 - Farewell 1 Tour - Live from Melbourne
- 2013 - History of the Eagles

## Discografia solista

### Album in studio
- 1982 - I Can't Stand Still
- 1984 - Building the Perfect Beast
- 1989 - The End of the Innocence
- 2000 - Inside Job
- 2015 - Cass County

### Raccolte
- 1995 - Actual Miles: Henley's Greatest Hits
- 2009 - The Very Best of Don Henley

### Video
- 2001 - Inside Job - Live